# 封行高
封行高（?—?），唐朝官员，出自渤海封氏。
封行高的曾祖父是东魏侍中、安德郡公封隆之，祖父隋朝通州刺史封子繡，父亲青城县令封德潤，叔父是唐朝初年宰相封德彝。封行高以文学知名。在唐太宗贞观年间，官至礼部郎中。

## 家族
- 兄长：封行賓。
  - 侄子：封廣城，雍州司法參軍。
    - 侄孙：封希顏，中書舍人、吏部侍郎。
- 封行高，禮部郎中。
- 弟弟：封梁客，吏部員外郎、中書舍人。